# Ниса-Шальона
Ни́са-Шальо́на (пол. Nysa Szalona, нім. Wütende Neiße або нім. Jauersche Neiße) — річка в Нижньосілезькому воєводстві Польщі. Права притока Качави (басейн Одри). Загальна довжина — 51 км. У 1974 — 1978 роках на річці створені водосховища.
50°52′41″ пн. ш. 16°05′00″ сх. д. / 50.878° пн. ш. 16.0833° сх. д.

## Історія
Річка відіграє велику роль в битві на річці Качаві. Високий рівень води ускладнив проникнення французьких військ на східний беріг Ниси. Швидка течія змивала вози з харчуванням, солдатів, коней і навіть цілі гармати. Французькі війська, що скупчилися навколо єдиного мосту через Нису—Шальону, були розбиті Сілезькою кавалерією противника. 
У 1997 році під час повені, річка затопила деякі райони уздовж її курсу.

## Міста на річці
- Явор
- Болькув